# Lubin (województwo warmińsko-mazurskie)
Lubin (niem. Louisenthal) – wieś w Polsce położona w województwie warmińsko-mazurskim, w powiecie ostródzkim, w gminie Morąg. W roku 1973 jako osada Lubin należał do powiatu morąskiego, gmina Morąg, poczta Słonecznik.
W latach 1975–1998 miejscowość administracyjnie należała do województwa olsztyńskiego. W latach 1945–1946 miejscowość nosiła nazwę Łowizówka.
Wieś wzmiankowana w dokumentach około roku 1750, jako folwark szlachecki pod nazwą Lovisenthal. W roku 1782 w miejscowości odnotowano jeden dom, natomiast w 1858 w trzech gospodarstwach domowych było 34 mieszkańców. W latach 1937–1939 było 63 mieszkańców. Aktualnie w 11 gospodarstwach domowych mieszka 34 mieszkańców.